# Bilohórivka
Bilohórivka (en ucraïnès: Білогорівка, en rus: Белогоровка, Belogórovka) és una vila, un possiólok de l'óblast de Luhansk a Ucraïna. El 2019 tenia 852 habitants.